# Geohintonia mexicana
Geohintonia mexicana es una planta de la familia de las cactáceas (Cactaceae) del orden Caryophyllales. Su nombre común es "biznaga de yeso". La palabra Geohintonia es por George Sebastián Hinton un agricultor, colector y estudioso de plantas en el estado de Nuevo León en México. La palabra latina ‘mexicana’ es por ser endémica de México.

## Descripción
Es descrita como una planta simple, con tallos globosos, de 10 a 15 cm de alto y 10 a 15 cm de diámetro, de color verdes; ápice lanudo; presenta 16 a 20 costillas. Las areolas son ovoides, adyacentes, cuando jóvenes lanosas y con espinas, con la edad desnudas; espinas 3, papiráceas, frágiles, presentes solo en las areolas jóvenes, pronto caducas, grisáceas. Flores apicales, infundibuliformes, seminocturnas, de 3 a 4 cm de largo y diámetro, de color rosa púrpura. Fruto ovoide, desnudo, oculto en la lana apical, blanquecino. Semillas redondeadas, constreñidas hacia el hilo, tuberculadas, negras.

## Distribución
Es endémica en un rango limitado del estado de Nuevo León en México.

## Hábitat
Se desarrolla a 1200 a 1350 m s. n. m., en acantilados y laderas de yeso de matorrales xerófilos.

## Estado de conservación
La especie se propone en Protección Especial (Pr) en el Proyecto de Modificación de la Norma Oficial Mexicana 059-2015. En la lista roja de la UICN se considera como casi amenazada (NT). En CITES se valora en el Apéndice II.